# Los Angeles Sparks 2001
La stagione 2001 delle Los Angeles Sparks fu la 5ª nella WNBA per la franchigia.
Le Los Angeles Sparks vinsero la Western Conference con un record di 28-4. Nei play-off vinsero la semifinale di conference con le Houston Comets (2-0), la finale di conference con le Sacramento Monarchs (2-1), vincendo poi il titolo WNBA battendo nella finale le Charlotte Sting (2-0).

## Roster
| N° | Naz.                    | Ruolo | Sportivo          | Anno | Alt. | Peso |
| -- | ----------------------- | ----- | ----------------- | ---- | ---- | ---- |
| 00 | Stati Uniti (bandiera)  | A     | Latasha Byears    | 1973 | 180  | 93   |
| 4  | RD del Congo (bandiera) | G     | Mwadi Mabika      | 1976 | 180  | 75   |
| 8  | Stati Uniti (bandiera)  | C     | DeLisha Milton    | 1974 | 185  | 75   |
| 9  | Stati Uniti (bandiera)  | C     | Lisa Leslie       | 1972 | 196  | 77   |
| 10 | Stati Uniti (bandiera)  | G     | Nicky McCrimmon   | 1972 | 173  | 57   |
| 15 | Stati Uniti (bandiera)  | G     | Ukari Figgs       | 1977 | 175  | 64   |
| 17 | Croazia (bandiera)      | A     | Vedrana Grgin     | 1975 | 188  | 73   |
| 20 | Stati Uniti (bandiera)  | G     | Wendi Willits     | 1978 | 170  | 64   |
| 21 | Stati Uniti (bandiera)  | G     | Tamecka Dixon     | 1975 | 175  | 67   |
| 40 | Stati Uniti (bandiera)  | G     | Nicole Levandusky | 1979 | 173  | 74   |
| 51 | Stati Uniti (bandiera)  | C     | Rhonda Mapp       | 1969 | 188  | 86   |

## Staff tecnico
Allenatore: Michael Cooper

Vice-allenatore: Glenn McDonald